# Michael Tumua Leo
Michael Tumua Leo, né le 15 janvier 2003 à Vaiala aux Samoa, est un footballeur international samoan qui évolue au poste d'attaquant au Lupe o le Soaga.

## Biographie

### En club
Tumua Leo joue pour le Vaipuna SC en Samoa National League depuis au moins 2018. En 2020, il rejoint brièvement Lupe o le Soaga pour la campagne du club en Ligue des champions de l'OFC 2020. Tumua Leo termine la saison 2021 avec quarante-cinq buts en championnat pour Vaipuna, le club terminant deuxième derrière Lupe o le Soaga. Après être resté au Vaipuna SC pour la saison 2022, le joueur rejoint définitivement le Lupe o le Soaga SC en 2023.
Peu après, il participe avec le club à la phase de qualification de la Ligue des champions de l'OFC 2023. Lors du premier match du club, Tumua Leo inscrit cinq buts lors d'une victoire 13-0 contre le représentant des Samoa américaines, Ilaoa et To'omata. Il inscrit ensuite un but contre le Veitongo FC des Tonga et Tupapa Maraerenga des Îles Cook lors de la phase préliminaire pour la phase de groupe,.

### En équipe nationale
Tumua Leo représente d'abord les Samoa au Championnat des moins de 16 ans de l'OFC 2018. Lors de ce tournoi, il inscrit un doublé contre les Samoa américaines lors de la phase de qualification,. En 2019, il fait partie des moins de 23 ans qui participe au tournoi de qualification olympique masculin de l'OFC 2019. Il inscrit contre le futur vainqueur, la Nouvelle-Zélande, et deux autres buts contre les Samoa américaines lors de la phase de groupe,.
En 2019, il est appelé pour la première fois avec les Samoa pour les Jeux du Pacifique de 2019. Il fait ses débuts lors de l'édition 2023 du tournoi, obtenant sa première sélection le 17 novembre lors d'une défaite 0-1 contre le pays hôte, les Îles Salomon,. Trois jours plus tard, il inscrit cinq buts lors d'une victoire 10-0 sur les Samoa américaines.
En juin 2024, il figure dans la liste des 23 joueurs samoans retenus par Ryan Stewart pour participer à la Coupe d'Océanie 2024,,.